# طه جابر العلواني
طه جابر العلواني (1935 - 4 آذار/مارس 2016)، هو مفكر وفقيه إسلامي عراقي. كان رئيس المجلس الفقهي بأمريكا، ورئيس جامعة العلوم الإسلامية والاجتماعية (SISS) بهرندن، فرجنيا، الولايات المتحدة الأمريكية. حصل على الدكتوراة في أصول الفقه من كلية الشريعة والقانون بجامعة الأزهر في القاهرة، مصر، عام 1973. كان أستاذاً في أصول الفقه بجامعة الإمام محمد بن سعود الإسلامية بالرياض، المملكة العربية السعودية منذ عام 1975 حتى 1985. في عام 1981 شارك في تأسيس المعهد العالمي للفكر الإسلامي في الولايات المتحدة، كما كان عضو المجلس التأسيسي لرابطة العالم الإسلامي في مكة المكرمة، وعضو مجمع الفقه الإسلامي الدولي في جدة. هاجر إلى الولايات المتحدة في عام 1983. وكان رئيس جامعة قرطبة الإسلامية في الولايات المتحدة.

## التعليم
- شهادة الدكتوراه، كلية الشريعة والقانون، جامعة الأزهر، 1973م بمرتبة الشرف الأولى في تخصّص «أصول الفقه» وقد أوصت اللجنة المناقشة بالأزهر بطباعة رسالته بنفقته وتبادلها مع الجامعات الإسلاميَّة.
- شهادة الماجستير، كلية الشريعة والقانون، جامعة الأزهر، 1968م.
- شهادة الليسانس، كلية الشريعة والقانون، جامعة الأزهر، 1959م.
- شهادة الثانوية الأزهرية، القاهرة، 1953م.
- شهادة المدرسة الآصفيّة الدينية (المعهد الديني) في الفلوجة، العراق، 1952م.
- شهادة الابتدائية من المدرسة الابتدائية للبنين بالفلوجة، العراق، 1948-1949م.

## العمل
- رئيس جامعة قرطبة
- الرئيس الأسبق لجامعة قرطبة، فيرجينيا، منذ سنة 1996م وحتى 2006م.
- أستاذ كرسي الإمام الشافعيّ الفقه وأصوله والفقه المقارن بجامعة قرطبة، فيرجينيا، من سنة 1997م وحتى 2008م.
- رئيس جامعة العلوم الإسلاميَّة والاجتماعيَّة سابقاً G.S.I.S.S التي أصبحت «جامعة قرطبة» منذ 2002م، من سنة 1986م وحتى سنة 2007م.
- نائب رئيس المعهد العالمي للفكر الإسلامي (هيرندن- فيرجينيا) من سنة 1984م وحتى سنة 1986م.
- رئيس قسم البحوث والدراسات في المعهد العالمي للفكر الإسلامي من 1984م وحتى سنة 1986.
- رئيس تحرير مجلة إسلاميَّة المعرفة المؤسّس، الصادرة عن المعهد العالمي للفكر الإسلامي، فيرجينيا، من سنة 2002م وحتى 2007م.
- أستاذ الفقه والأصول كلية الشريعة جامعة الإمام محمد بن سعود من سنة 1975م وحتى 1984م.
- أستاذ الثقافة الإسلامية بمعهد ضباط الأمن العام في الرياض من سنة 1977م وحتى سنة 1983م.
- مستشار قانوني في الحقوق الخاصة بوزارة الداخلية في المملكة العربية السعودية من سنة 1975م وحتى 1976م.
- مستشار اللجنة الوطنيَّة للمياه في المملكة السعودية لمدة سنتين.
- مدير تحرير مجلة الجندي في التدريب العسكري في بغداد 1963م.
- مدرس الدراسات الإسلامية في الكلية العسكرية في بغداد من سنة 1964م وحتى سنة 1979م.
- مدرس في كليَّة الدراسات الإسلاميَّة في بغداد.
- الخطابة والإمامة والتدريس في جامع (الحاجة حسيبة) في بغداد، الكرادة الشرقيَّة، من سنة 1953م وحتى سنة 1969م.

## المؤتمرات والندوات العلميَّة واللقاءات الأكاديميَّة
- اللقاء العالمي الثالث للندوة العالمية للشباب الإسلامي، الرياض، 1976م.
- دورة الأئمة والدعاة في أمريكا الشمالية، شيكاغو، 1976م، ودورات لاحقة في ولايات أمريكيَّة عديدة.
- مؤتمر الفقه الإسلامي، الرياض، 1976م.
- ملتقى الفكر الإسلامي في الجزائر، رقم: 11، 1977م.
- اللقاء التأسيسي للمعهد العالمي للفكر الإسلامي في لوكانو، سويسرا، 1977م، الذي تقرّر فيه إنشاء المعهد العالمي.
- ندوة الاستطاعة في الحج، رابطة العالم الإسلامي، مكة المكرمة، 1978م.
- مؤتمر الشيخ محمد بن عبد الوهاب، الرياض 1980م.
- مخيم الشباب الإسلامي في إفريقيا، باماكو، مالي1981م، بصفة محاضر.
- مخيم الشباب الإسلامي، دكا، بنجلاديش، 1981م، بصفة محاضر.
- مؤتمر الاتحاد الإسلامي للمنظمات الطلابية (إفسو) كوالامبور، ماليزيا، 1981م، بصفة محاضر.
- مؤتمر التدريب القيادي لحركة الطلاب المسلمين، بوبال، الهند، 1981م، بصفة محاضر.
- اللقاء العالمي الرابع للندوة العالمية للشباب الإسلامي، نيروبي، 1982م، بصفة محاضر.
- ملتقى الفكر الإسلامي في الجزائر، رقم: 16، 1982م.
- ندوة: (إسلامية المعرفة) عقدها المعهد العالمي للفكر الإسلامي، بالتعاون مع الجامعة الإسلامية، إسلام آباد، باكستان، 1982م.
- المؤتمر العالمي لإسلاميَّة المعرفة، كوالالمبور، 1984م.
- المؤتمر العالمي لإسلامية المعرفة الثالث في السودان، 1986م.
- ندوة حقوق المتهم في الإسلام، الرياض: المملكة العربية السعودية، 1982م.
- مؤتمر الاتحاد الإسلامي في أمريكا الشمالية (إسنا)، 1983م، ومرات أخرى لاحقة.
- المؤتمر السنوي لـ«أمة الإسلام» برئاسة لويس فرخان ووارث الدين محمد في شيكاغو.
- ملتقى الفكر الإسلامي في الجزائر، رقم: 17، 1983م، عضو مشارك لعدة مرات.
- ندوة الإيسيسكو (نحو إستراتيجية ثقافية إسلامية) 1988م شارك في صياغة تلك الاستراتيجيّة.
- ندوة السنة النبويَّة في عمان – الأردن 19-23 يونيو 1989م.
- ندوة الحياة الفكرية في الدولة العثمانية، زغوان، تونس: مركز الدراسات العثمانية والموريسكية والتوثيق، 1988م.
- ندوة «حول النظام المعرفي الإسلامي» عمان، الأردن: مايو 1988م.
- مؤتمر نحو نظريَّة تربويَّة إسلاميَّة، عمان، الأردن 24-27 يوليو 1990م.
- ندوة إشكالية التحيز في العلوم الطبيعية والاجتماعية والإنسانية، القاهرة: 1995م.
- أستاذ التأصيل وإسلامية المعرفة في دورة مكثفة لخمسين أستاذاً من أساتذة الجامعات السودانية، 1992م، لمدة أسبوعين.
- أستاذ «إسلامية المعرفة» في الدراسات العليا في الجامعة الإسلامية العالمية في ماليزيا.
- الدورة الحادية عشر، لمجمع الفقه الإسلامي الدولي، البحرين، 1998م ودورات أخرى في جدة وغيرها.
- مؤتمر مؤسسة الأوقاف لجامعة المسلمين الإندونيسية، مايو 1998م.
- الندوة التحضيريَّة لإعداد برامج جامعة الخليج في البحرين قبل التأسيس.
- عضو لجنة وضع برامج كلية الشريعة والقانون في جامعة السلطان قابوس، عمان.
- الدورة الخامسة عشر لمجلس مجمع الفقه الإسلامي، سلطنة عمان، 2003م.
- المشاركة خبيرًا في الشؤون الإسلامية في المائدة المستديرة التي عقدت حول موضوع «مزيدًا من الفهم للعالم الإسلامي» في معهد جورج شولتز التابع لوزارة الخارجية الأمريكيّة حضره سفراء أمريكا في العالم الإسلامي وكبار موظفي الخارجية في 17سبتمبر 2002م.
- المشاركة ببحث في: مؤتمر مقاصد الشريعة، جامعة همدرد، نيودلهي، الهند، ديسمبر 2004م.
- أستاذ زائر لجامعة همدارد من ديسمبر 2004 إلى يناير 2005 في الهند.
- المشاركة ببحث في: ندوة إعجاز القرآن الكريم، جامعة الزرقاء، عمان، الأردن، 2005م.
- المشاركة ببحث في: ندوة المذاهب الإسلامية والتحديات المعاصرة، جامعة آل البيت، عمان، الأردن، 2005م.
- الدورة الأولى لجائزة نايف بن عبد العزيز العالمية للسنة النبوية والدراسات الإسلامية المعاصرة، المدينة المنورة، المملكة العربية السعودية، أبريل 2005م.
- مؤتمر القيم الإسلامية ومناهج التربية والتعليم، تطوان، المغرب، 21-23 نوفمبر 2005م.
- الدورة الأولى لتدريب الأئمة والمشترعين، بالتعاون مع دار الإفتاء المصرية، القاهرة، 21 يناير- 30 مارس، 2006م.
- ندوة الفقه العماني والمقاصد الشرعية، وزارة الأوقاف والشؤون الدينية، سلطنة عمان، مارس 2006م.
- الدورة الثانية لتدريب الأئمة والمشترعين، بالتعاون مع دار الإفتاء المصرية، القاهرة، مايو- أغسطس، 2006م.
- ندوة الاتجاهات الحديثة في دراسة القرآن الكريم، بيروت، 11- 13 فبراير 2006م.
- مؤتمر المجلس التأسيسي لرابطة العالم الإسلامي، مكة المكرمة، نوفمبر 2006م.
- مؤتمر تقييم مشروع إسلامية المعرفة خلال 25 عامًا، إسطنبول، تركيا، ديسمبر، 2006م.
- ندوة «السياق في القرآن الكريم» الرابطة المحمديَّة لعلماء المغرب، الرباط، 2007م.
- المشاركة في الأيام الدراسيَّة لجامعة القاضي عياض وجمعيَّة الشباب المغاربي في كندا لمرات متكررة.
- دورة «إعداد باحث في العلوم الشرعية» 2014.
- ندوة «التجديد في الفكر والعلوم الإسلامية» مشيخة الأزهر أبريل 2015م.
- دورة «تجديد الخطاب الديني» بالتعاون بين أكاديمية طه العلواني للدراسات القرآنية ومشيخة الأزهر مايو: أكتوبر 2015م.
- إضافة لمشاركات أخرى عديدة في ندوات ودورات في ماليزيا وإندونيسيا واليابان، عالميَّة وإقليميَّة.

## الأبحاث والدراسات
- علم أصول الفقه: نشأته وتدوينه، مجلة المسلم المعاصر، القاهرة، عدد 14، 15، سنة 1978م.
- مقدمة في المنطق والمقدمات الأصولية، ألّفت لطلاب كلية الشريعة، الرياض، 1979م.
- نظرة عامة في بعض مناهج البحث الإسلامية، مجلة أضواء الشريعة، الرياض، عدد 8، 1979م.
- الجاحظ وموقفه من الطاعنين في القرآن الكريم، مجلة كلية اللغة العربية، جامعة الإمام محمد بن سعود، 1980م.
- نظرات في تطور علم أصول الفقه، مجلة أضواء الشريعة، الرياض: عدد 13، 1982م.
- أفعال رسول الله (صلى الله عليه وآله وسلم) ومذاهب العلماء في الاحتجاج بها، الملتقى السادس عشر للفكر الإسلامي، الجزائر، 1982م.
- المياه وأحكامها في الإسلام، بحث أعد للخطة الوطنية للمياه في السعودية، نشر ضمن المجلد القانوني للخطة باللغة العربية والإنجليزية، 1982م.
- علم أصول الفقه: باعتباره منهج بحث في المعرفة، المؤتمر الثاني لإسلامية المعرفة، إسلام آباد، باكستان، 1982م.
- الرأي وحجيته، الملتقى السابع عشر للفكر الإسلامي، الجزائر، 1983م.
- حقوق المتهم في مرحلة التحقيق: بحث فقهي مقارن، مجلة المسلم المعاصر، القاهرة، عدد 35، 1984م.
- الفقه والحضارة، ندوة الحضارة الإسلامية، كوالالمبور، ماليزيا، 1984م.
- تعليل الأحكام الشرعية واختلاف العلماء فيه وحقيقة موقف الحنابلة منه، مجلة أضواء الشريعة، الرياض، عدد 10، 1404 هـ/ 1984م.
- مذكرة تضمنت عرض مقرر الثقافة الإسلامية لمعهد ضباط الأمن في الرياض 1987م.
- حول فكرة المواطنة في المجتمع الإسلامي، مجلة قراءات سياسية، فلوريدا، س3، ع1، 1993م.
- الأزمة الفكرية ومناهج التغيير في الواقع العربي، مجلة الاجتهاد، بيروت، ع24، 1994م.
- التعددية: أصول ومراجعات بين الاستتباع والإبداع، مجلة قراءات سياسية، فلوريدا، س4، ع2، 1994م.
- لماذا إسلامية المعرفة، مجلة إسلامية المعرفة، فيرجينيا: س1، ع1، 1995م.
- العلوم النقلية بين منهجية القرآن المعرفية وإشكاليات عصر التدوين، مجلة قراءات سياسية، فلوريدا، س5، ع3، 1995م.
- العقل وموقعه في المنهجية الإسلامية، مجلة إسلامية المعرفة، فيرجينيا: س2، ع6، 1996م.
- عالم فقدناه «الشيخ محمد الغزالي» مجلة إسلامية المعرفة، فيرجينيا، ع4، 1996م.
- شيخنا محمد الغزالي وصفحات من حياته، مجلة إسلامية المعرفة، فيرجينيا، ع7، 1997م.
- في منهج فهم الحديث الشريف، مجلة الرشاد، كاليفورنيا، ع4، 1997م.
- إسلامية المعرفة: فكرةً ومشروعاً، مجلة قضايا إسلامية، إيران، ع4، 1997م.
- تساؤلات حول إسلامية المعرفة، مجلة قضايا إسلامية، إيران، ع5، 1997م.
- حاكمية القرآن، مجلة قضايا إسلامية معاصرة، بيروت، ع2، 1998م.
- المشهد الثقافي العربي، مجلة قضايا إسلامية معاصرة، ع3، 1998م.
- أبعاد غائبة عن الفكر الإسلامي المعاصر، مجلة قضايا إسلامية معاصرة، بيروت، ع5، 1999م.
- مدخل إلى فقه الأقليات: نظرات تأسيسية، مجلة إسلامية المعرفة، فيرجينيا: س5، ع19، 1999م.
- القرآن رسولٌ خالد ورسالة عالمية ومرجع كوني للبشرية، مجلة الكلمة، بيروت، ع22، 1999م.
- منهجية التعامل مع القرآن، مجلة قضايا إسلامية معاصرة، بيروت، ع6، 1999م.
- فقه الأولويات: أعلم أولويات أم فقه أولويات، مجلة قضايا إسلامية معاصرة، بيروت، ع7، 1999م.
- الفقه الموروث: بعض ما له وشيء مما عليه، مجلة قضايا إسلامية معاصرة، بيروت، ع8، 1999م.
- مقاصد الشريعة، مجلة قضايا إسلامية معاصرة، بيروت، ع9، 10، 2000م.
- السنة النبوية ودراساتها بين الماضي والحاضر، مجلة الكلمة، بيروت، ع27، 2000م.
- المقاصد الشرعية العليا الحاكمة: التوحيد، التزكية، العمران، مجلة قضايا إسلامية معاصرة، بيروت، ع13، 2000م.
- مدخل إلى فقه الأقليات الإسلامية، مجلة المسار، فيرجينيا، ع2، 2000م.
- الفكر الإسلامي في مواجهة العولمة: حوار مع د. طه العلواني، مجلة رؤى، باريس: ع12، 2001م.
- حول مقولة: الإسلام والغرب، مجلة رؤى، باريس، ع13، 2001م.
- التوحيد، التزكية، العمران (1)، مجلة قضايا إسلامية معاصرة، بيروت، ع16، 17، 2001م.
- التوحيد، التزكية، العمران (2)، مجلة قضايا إسلامية معاصرة، بيروت، ع18، 2002م.
- نحو منهجية قرآنية للبحوث والدراسات، مجلة إسلامية المعرفة، فيرجينيا، ع30، 2002م.
- الإسلام والغرب: حوار أم صراع، مجلة رؤى، باريس، ع16، 2002م.
- مفهوم الأسرة في الخطاب الإسلامي المعاصر، نشر ضمن كتاب «موسوعة الأسرة»، الكويت: مؤسسة الكويت للتقدم العلمي، 2002م.
- فقه التعارف، وثقافة التعايش، مجلة قضايا إسلامية معاصرة، بيروت، ع22، 2003م.
- منهجية القرآن المعرفية، وأسلمة فلسفة العلوم الطبيعية والإنسانية، مجلة قضايا إسلامية معاصرة، بيروت، ع23، 2003م.
- مفاهيم القرآن وتحديد مهام الأنبياء، مجلة إسلامية المعرفة، فيرجينيا، ع33، 34، 2003م.
- القرآن المجيد وخطابه العالمي (1)، مجلة المسار، فيرجينيا، ع11، 12، 2003م.
- القرآن المجيد وخطابه العالمي (2)، مجلة المسار، فيرجينيا، ع13، 2004م.
- الوحدة البنائية للقرآن المجيد، مجلة الكلمة، بيروت، ع43، 2004م.
- عربية القرآن ومستقبل الأمة القطب، مجلة إسلامية المعرفة، فيرجينيا، ع35، 2004م.
- مراجعة كتاب «العالمية الإسلامية الثانية» لمحمد أبو القاسم حاج حمد، مجلة إسلامية المعرفة، فيرجينيا، ع37، 38، 2004م.
- السنة النبوية الشريفة ونقد المتون، مجلة إسلامية المعرفة، فيرجينيا، ع39، 2005م.
- تراثنا الإسلامي والمعارف الإنسانية والاجتماعية، مجلة إسلامية المعرفة، فيرجينيا، ع42، 43، 2006م.

## المؤلفات
- تحقيق ودراسة كتاب (المحصول في علم أصول الفقه) الإمام فخر الدين الرازي، وقد قامت جامعة الإمام محمد بن سعود بطبعه ونشره في ستة مجلدات 1980. والطبعة الثانية، بيروت: مؤسسة الرسالة، 1992. والطبعة الثالثة قيد الاعداد في دار السلام للطباعة والنشر.
- الاجتهاد والتقليد في الإسلام، القاهرة: دار الأنصار، 1980م.
- تحقيق كتاب «النهي عن الاستعانة والاستنصار في أمور المسلمين بأهل الذمة والكفار» للعلامة مصطفى الوارداني، الرياض، شركة العبيكان، 1983م.
- أصول الفقه الإسلامي: منهج بحث ومعرفة، فيرجينيا: المعهد العالمي للفكر الإسلامي، 1988م.
- أدب الاختلاف في الإسلام، ط1، 1985م، قطر: سلسلة كتاب الأمة، الكتاب رقم :9. ط2، فيرجينيا: المعهد العالمي للفكر الإسلامي، 1991م.
- مشكلتان وقراءة فيهما، مع المستشار طارق البشري، فيرجينيا: المعهد العالمي للفكر الإسلامي، 1993م.
- إصلاح الفكر الإسلامي: مدخل إلى نظام الخطاب في الفكر الإسلامي المعاصر، فيرجينيا، المعهد العالمي للفكر الإسلامي، 1994م.
- ابن تيمية وإسلامية المعرفة، فيرجينيا: المعهد العالمي للفكر الإسلامي، 1995م.
- خواطر في الأزمة الفكرية والمأزق الحضاري للأمة الإسلامية، الرياض: الدار العالمية للكتاب الإسلامي، 1996م.
- الأزمة الفكرية ومناهج التغيير: الآفاق والمنطلقات، القاهرة: المعهد العالمي للفكر الإسلامي، 1996م.
- الجمع بين القراءتين: قراءة الوحي وقراءة الكون، القاهرة: المعهد العالمي للفكر الإسلامي، 1996م.
- التعددية: أصول ومراجعات بين الإستتباع والإبداع، القاهرة: المعهد العالمي للفكر الإسلامي، 1996م.
- حاكمية القرآن، القاهرة: المعهد العالمي للفكر الإسلامي، 1997م.
- إسلامية المعرفة بين الأمس واليوم، القاهرة: المعهد العالمي للفكر الإسلامي، 1997م.
- في فقه الأقليات المسلمة (ضمن سلسلة: في التنوير الإسلامي) القاهرة: نهضة مصر، 2000م.
- مقدمة في إسلامية المعرفة، بيروت: دار الهادي، 2001م.
- إصلاح الفكر الإسلامي، ط2، بيروت: دار الهادي، 2001م.
- الأزمة الفكرية ومناهج التغيير، بيروت: دار الهادي، 2001م.
- مقاصد الشريعة، بيروت: دار الهادي، 2001م.
- الخصوصية والعالمية في الفكر الإسلامي المعاصر، بيروت: دار الهادي، 2003م.
- مدخل إلى فقه الأقليات، أيرلندا، المجلس الأوربي للإفتاء والبحوث، 2004م.
- أبعاد غائبة عن فكر وممارسات الحركات الإسلامية المعاصرة، القاهرة: دار السلام للطباعة والنشر والتوزيع، 2004م.
- نحو منهجية معرفية قرآنية: محاولات بيان قواعد المنهج التوحيدي للمعرفة، بيروت: دار الهادي، 2004م.
- ابن رشد الحفيد: الفقيه والفيلسوف، مراكش: جامعة القاضي عياض، المطبعة الوطنية، 2006م.
- أزمة الإنسانية ودور القرآن الكريم في الخلاص منها، القاهرة: مكتبة الشروق الدولية، 2006م.
- الوحدة البنائية للقرآن المجيد، القاهرة: مكتبة الشروق الدولية، 2006م.
- لسان القرآن ومستقبل الأمة القطب، القاهرة: مكتبة الشروق الدولية، 2006م.
- لا إكراه في الدين: إشكالية الردة والمرتدين من صدر الإسلام إلى اليوم. ط2، مشتركة بين المعهد العالمي للفكر الإسلامي، ومكتبة الشروق الدولية، 2006م.
- نحو موقف قرآني من النسخ، القاهرة: مكتبة الشروق الدولية، 2007م.
- نحو التجديد والاجتهاد، مراجعات في المنظومة المعرفية الإسلامية، أولا: الفقه وأصوله، القاهرة: دار التنوير، 2008م.
- التعليم الديني بين التجديد والتجميد، القاهرة: دار السلام، 2009م.
- نحو إعادة بناء علوم الأمة الاجتماعية والشرعية، طه جابر العلواني، منى أبو الفضل، القاهرة، دار السلام، 2009م.
- مفاهيم محورية في المنهج والمنهجية، القاهرة: دار السلام، 2009م.
- معالم في المنهج القرآني، القاهرة: دار السلام، 2010م.
- الإمام فخر الدين الرازي ومصنفاته، القاهرة: دار السلام، 2010م.
- نحو موقف قرآني من إشكالية المحكم والمتشابه، القاهرة: دار السلام، 2010م.
- تفسير سورة الأنعام، القاهرة: دار السلام، 2012م.
- إشكالية التعامل مع السنة النبوية، هرندن، ڤرجينيا: المعهد العالمي للفكر الإسلامي، 2014م.
- حوار مع القرآن، تجربة ذاتية ودعوة للتدبر، القاهرة: دار السلام، 1435ه /2014م.

## وفاته
توفي صباح يوم الجمعة 4 آذار/مارس 2016.